# Championnat d'Europe féminin de hockey sur gazon 1984
Le championnat d'Europe de hockey sur gazon féminin 1984 est une compétition de hockey sur gazon disputée à Lille, en France en 1984. Il s'agit de la première édition du championnat d'Europe de hockey sur gazon féminin.